# Cryphia nigrescens
Cryphia nigrescens är en fjärilsart som beskrevs av Alfred Ernest Wileman 1915. Cryphia nigrescens ingår i släktet Cryphia och familjen nattflyn. Inga underarter finns listade i Catalogue of Life.